# Китайський Тайбей на зимових Олімпійських іграх 1994
Тайвань на зимових Олімпійських іграх 1994 року у Ліллегаммері представляли 2 спортсмени в одному виді спорту — бобслеї. Прапороносцем на церемонії відкриття Олімпіади був бобслеїст Сунь Кванмін. Тайванські спортсмени не здобули жодної медалі.

## Бобслей
| След  | Спортсмени                 | Дисципліна       | Спуск 1 | Спуск 1 | Спуск 2 | Спуск 2 | Спуск 3 | Спуск 3 | Спуск 4 | Спуск 4 | Разом   | Разом |
| След  | Спортсмени                 | Дисципліна       | Час     | Місце   | Час     | Місце   | Час     | Місце   | Час     | Місце   | Час     | Місце |
| ----- | -------------------------- | ---------------- | ------- | ------- | ------- | ------- | ------- | ------- | ------- | ------- | ------- | ----- |
| TPE-1 | Сунь Кванмін Чжан Міньцзун | двійки, чоловіки | 54.48   | 33      | 54.63   | 32      | 55.24   | 39      | 55.09   | 36      | 3:39.44 | 35    |